# Tiken
För andra betydelser, se Tiken (olika betydelser).
Tiken är en sjö söder om Tingsryd i Tingsryds kommun i Småland och ingår i Bräkneåns huvudavrinningsområde. Sjön är 8,5 meter djup, har en yta på 6,03 kvadratkilometer och befinner sig 124 meter över havet. Vid provfiske har bland annat abborre, braxen, gädda och gös fångats i sjön.
Sjön har sitt utlopp söderut genom Bräkneån. Tiken omges nästan uteslutande av låga lövskogklädda stränder. Endast i dess norra ända samlar sig en större bygd omkring Tingsryd. Avrinningsområdet ovan sjöns utlopp täcker en yta av 251 km² och innefattar ett flertal sjöar, såsom Ygden, Fiskestadsjön och Hyllesjön.
Tiken är klassad enligt vattendirektivet till god ekologisk status och god kemisk status (exklusive kvicksilver). Vid Mårdlyckesand finns en badplats.
På andra sidan om Tiken låg tidigare Tingsryds luftkurort med badhotell. Under 1920-talet gick regelbunden ångbåtstrafik från stationsparken i Tingsryd till kurorten.

## Delavrinningsområde
Tiken ingår i delavrinningsområde (626491-144788) som SMHI kallar för Utloppet av Tiken. Medelhöjden är 138 meter över havet och ytan är 37,5 kvadratkilometer. Räknas de 9 avrinningsområdena uppströms in blir den ackumulerade arean 250,97 kvadratkilometer. Avrinningsområdets utflöde Bräkneån mynnar i havet. Avrinningsområdet består mestadels av skog (60 %). Avrinningsområdet har 6,22 kvadratkilometer vattenytor vilket ger det en sjöprocent på 16,6 %. Bebyggelsen i området täcker en yta av 2,29 kvadratkilometer eller 6 % av avrinningsområdet.

## Fisk
Vid provfiske har följande fisk fångats i sjön:
- Abborre
- Braxen
- Gädda
- Gös
- Löja
- Mört
- Sarv
- Sutare